# 渋谷スポーツカフェ
『渋谷スポーツカフェ』（しぶや・スポーツカフェ）は、NHKラジオ第1放送で2011年3月29日から2012年3月27日まで毎週火曜日20時台に放送していたスポーツ情報・トーク番組である。
なお、第1回目の放送は東北地方のみ東日本大震災関連のニュースおよび生活情報を放送するため休止となった（20時台・21時台とも）。最終回は地震のために冒頭の一部が放送されなかったため、2012年4月1日の「とっておきラジオ」（日曜16時5分ごろ - 16:55）で改めて放送された。

## 概要
毎回、その時々のスポーツイベントについての見所、あるいは、歴代のスポーツにおける名勝負の数々や、一流スポーツ選手の競技者・指導者人生の経験談、スポーツに造詣の深い著名人へのインタビューなどを展開する。

## 出演者
- 飯星景子（タレント・作家・エッセイスト）
- ひぐち君（髭男爵）